# Mistrzostwa Europy w Piłce Ręcznej Kobiet 2018 (eliminacje)
Kwalifikacje do Mistrzostw Europy w Piłce Ręcznej Kobiet 2018 miały na celu wyłonienie żeńskich reprezentacji narodowych w piłce ręcznej, które wystąpią w finałach tego turnieju.
Awans na ME 2018 uzyskały kolejno: Dania, Czarnogóra, Norwegia, Hiszpania i Węgry, Serbia i Szwecja, Holandia i Niemcy, Rumunia, Chorwacja, Rosja oraz Polska, Czechy i Słowenia – jako najlepsza spośród zespołów z trzecich miejsc.

## Informacje ogólne
Turniej finałowy organizowanych przez EHF mistrzostw Europy odbędzie się we Francji w grudniu 2018 roku i weźmie w nim udział szesnaście drużyn. Automatycznie do mistrzostw zakwalifikowała się drużyna gospodarzy, pozostałe zaś rywalizować będą o piętnaście pozostałych miejsc. Chęć udziału w tym turnieju wyraziły prócz gospodyń trzydzieści dwie reprezentacje, toteż konieczne okazało się zorganizowanie preeliminacji, w których wystąpiło sześć najniżej sklasyfikowanych drużyn podzielonych na dwie trzyzespołowe grupy. Ich zwycięzcy dołączą do pozostałej dwudziestki szóstki w zasadniczej fazie eliminacji, gdzie rywalizacja odbywać się będzie w siedmiu czterozespołowych grupach, z których awans uzyskają dwie czołowe, a także najlepszy zespół spośród tych z trzecich miejsc. Turnieje preeliminacyjne zaplanowano na pierwszą połowę czerwca 2017 roku, zaś druga faza eliminacji została rozegrana w sześciu meczowych terminach pomiędzy wrześniem 2017 roku a czerwcem roku 2018.

## Zakwalifikowane zespoły
| Kraj       | Strefa kwalifikacyjna                                             | Mistrzostwa 2016 |
| ---------- | ----------------------------------------------------------------- | ---------------- |
| Francja    | Gospodarz                                                         | 3. miejsce       |
| Norwegia   | 1. miejsce w grupie 1 kwalifikacji                                | 1. miejsce       |
| Chorwacja  | 2. miejsce w grupie 1 kwalifikacji                                | 16. miejsce      |
| Czarnogóra | 1. miejsce w grupie 2 kwalifikacji                                | 13. miejsce      |
| Polska     | 2. miejsce w grupie 2 kwalifikacji                                | 15. miejsce      |
| Serbia     | 1. miejsce w grupie 3 kwalifikacji                                | 9. miejsce       |
| Szwecja    | 2. miejsce w grupie 3 kwalifikacji                                | 8. miejsce       |
| Rumunia    | 1. miejsce w grupie 4 kwalifikacji                                | 5. miejsce       |
| Rosja      | 2. miejsce w grupie 4 kwalifikacji                                | 7. miejsce       |
| Dania      | 1. miejsce w grupie 5 kwalifikacji                                | 4. miejsce       |
| Czechy     | 2. miejsce w grupie 5 kwalifikacji                                | 10. miejsce      |
| Hiszpania  | 1. miejsce w grupie 6 kwalifikacji                                | 11. miejsce      |
| Niemcy     | 2. miejsce w grupie 6 kwalifikacji                                | 9. miejsce       |
| Węgry      | 1. miejsce w grupie 7 kwalifikacji                                | 12. miejsce      |
| Holandia   | 2. miejsce w grupie 7 kwalifikacji                                | 2. miejsce       |
| Słowenia   | Najlepsza drużyna spośród tych, które zajęły 3. miejsca w grupach | 14. miejsce      |

## Faza 1
Sześć najniżej sklasyfikowanych drużyn spotkało się w fazie preeliminacyjnej w walce o dwa miejsca premiowane awansem do głównego turnieju eliminacyjnego. Została ona zorganizowana w formie dwóch trzyzespołowych grup rywalizujących systemem kołowym w dniach 9–11 czerwca 2017 roku.
Losowanie grup zostało zaplanowane na 21 marca 2017 roku w wiedeńskiej siedzibie EHF. Przed losowaniem drużyny zostały podzielone na dwa koszyki według rankingu EHF
| Koszyk 1  |
| --------- |
| Finlandia |
| Izrael    |

| Koszyk 2    |
| ----------- |
| Wyspy Owcze |
| Kosowo      |

| Koszyk 3 |
| -------- |
| Grecja   |
| Gruzja   |

W wyniku losowania wyłonione zostały dwie grupy. Prawo do zorganizowania turniejów otrzymały Wyspy Owcze i Kosowo, jednakże mecze grupy A odbywały się w Atenach.
| Grupa A     | Grupa B |
| ----------- | ------- |
| Finlandia   | Izrael  |
| Wyspy Owcze | Kosowo  |
| Grecja      | Gruzja  |

### Grupa A
| 9 czerwca 201719:00 | Grecja | 29:20(16:11) | Finlandia | O.A.C.A. Olympic Indoor Hall, Ateny Widzów: 700 Sędzia: Manea, Iliescu |
| 9 czerwca 201719:00 |        | 29:20(16:11) |           | O.A.C.A. Olympic Indoor Hall, Ateny Widzów: 700 Sędzia: Manea, Iliescu |

| 10 czerwca 201719:00 | Wyspy Owcze | 25:24(15:10) | Grecja | O.A.C.A. Olympic Indoor Hall, Ateny Widzów: 800 Sędzia: Manea, Iliescu |
| 10 czerwca 201719:00 |             | 25:24(15:10) |        | O.A.C.A. Olympic Indoor Hall, Ateny Widzów: 800 Sędzia: Manea, Iliescu |

| 11 czerwca 201715:00 | Finlandia | 17:20(5:8) | Wyspy Owcze | O.A.C.A. Olympic Indoor Hall, Ateny Widzów: 300 Sędzia: Manea, Iliescu |
| 11 czerwca 201715:00 |           | 17:20(5:8) |             | O.A.C.A. Olympic Indoor Hall, Ateny Widzów: 300 Sędzia: Manea, Iliescu |

### Grupa B
| 9 czerwca 201718:00 | Gruzja | 27:31(10:14) | Izrael | Pallati i Rinise, Kulturës dhe Sportëve, Prisztina Widzów: 150 Sędzia: Markovska, Vutov |
| 9 czerwca 201718:00 |        | 27:31(10:14) |        | Pallati i Rinise, Kulturës dhe Sportëve, Prisztina Widzów: 150 Sędzia: Markovska, Vutov |

| 10 czerwca 201718:00 | Kosowo | 30:19(16:7) | Gruzja | Pallati i Rinise, Kulturës dhe Sportëve, Prisztina Widzów: 650 Sędzia: Markovska, Vutov |
| 10 czerwca 201718:00 |        | 30:19(16:7) |        | Pallati i Rinise, Kulturës dhe Sportëve, Prisztina Widzów: 650 Sędzia: Markovska, Vutov |

| 11 czerwca 201718:00 | Izrael | 25:32(12:12) | Kosowo | Pallati i Rinise, Kulturës dhe Sportëve, Prisztina Widzów: 700 Sędzia: Markovska, Vutov |
| 11 czerwca 201718:00 |        | 25:32(12:12) |        | Pallati i Rinise, Kulturës dhe Sportëve, Prisztina Widzów: 700 Sędzia: Markovska, Vutov |

Prawo gry w dalszej części eliminacji uzyskały zespoły z Wysp Owczych oraz Kosowa – dla obu był to pierwszy w historii awans do drugiej fazy kwalifikacji.

## Faza 2
W drugiej fazie odbył się właściwy turniej eliminacyjny z udziałem 28 reprezentacji podzielonych na siedem grup po cztery zespoły. Awans do turnieju finałowego ME uzyskali zwycięzcy grup oraz drużyny z drugiego miejsca, a także najlepszy zespół spośród tych z trzecich miejsc. Przy ustalaniu ich hierarchii brane pod uwagę były jedynie mecze z dwiema najlepszymi drużynami w grupie.
Mecze odbyły się w sześciu terminach:
- Runda 1: 27–28 września 2017
- Runda 2: 30 września – 1 października 2017
- Runda 3: 21–22 marca 2018
- Runda 4: 24–25 marca 2018
- Runda 5: 30–31 maja 2018
- Runda 6: 2–3 czerwca 2018

Losowanie grup zostało zaplanowane na 21 kwietnia 2017 roku w siedzibie CNOSF w Paryżu. Przed losowaniem drużyny zostały podzielone na cztery koszyki według rankingu EHF.
| Koszyk 1   |
| ---------- |
| Norwegia   |
| Holandia   |
| Rumunia    |
| Dania      |
| Szwecja    |
| Hiszpania  |
| Czarnogóra |

| Koszyk 2  |
| --------- |
| Rosja     |
| Niemcy    |
| Polska    |
| Węgry     |
| Serbia    |
| Czechy    |
| Chorwacja |

| Koszyk 3           |
| ------------------ |
| Słowacja           |
| Słowenia           |
| Ukraina            |
| Austria            |
| Białoruś           |
| Turcja             |
| Macedonia Północna |

| Koszyk 4          |
| ----------------- |
| Włochy            |
| Islandia          |
| Litwa             |
| Portugalia        |
| Szwajcaria        |
| Zwycięzca grupy A |
| Zwycięzca grupy B |

W wyniku transmitowanego w Internecie losowania wyłonionych zostało siedem grup.
| Grupa 1    | Grupa 2    | Grupa 3                       | Grupa 4    | Grupa 5  | Grupa 6  | Grupa 7                  |
| ---------- | ---------- | ----------------------------- | ---------- | -------- | -------- | ------------------------ |
| Norwegia   | Czarnogóra | Szwecja                       | Rumunia    | Dania    | Holandia | Hiszpania                |
| Chorwacja  | Polska     | Serbia                        | Rosja      | Czechy   | Niemcy   | Węgry                    |
| Ukraina    | Słowacja   | Macedonia Północna            | Austria    | Słowenia | Turcja   | Białoruś                 |
| Szwajcaria | Włochy     | Wyspy Owcze Zwycięzca grupy A | Portugalia | Islandia | Litwa    | Kosowo Zwycięzca grupy B |

### Grupa 1
| 27 września 201718:00 | Chorwacja | 32:28(19:12) | Szwajcaria | Športska dvorana Sutinska vrela, Zagrzeb Widzów: 250 Sędzia: Martins, Martins |
| 27 września 201718:00 |           | 32:28(19:12) |            | Športska dvorana Sutinska vrela, Zagrzeb Widzów: 250 Sędzia: Martins, Martins |

| 27 września 201718:15 | Norwegia | 35:22(19:13) | Ukraina | Stjørdalshallen, Stjørdal Widzów: 2 878 Sędzia: Šniurevičius, Grigalionis |
| 27 września 201718:15 |          | 35:22(19:13) |         | Stjørdalshallen, Stjørdal Widzów: 2 878 Sędzia: Šniurevičius, Grigalionis |

| 1 października 201717:00 | Szwajcaria | 12:29(5:12) | Norwegia | Stadthalle Olten, Olten Widzów: 1 675 Sędzia: Marić, Mašić |
| 1 października 201717:00 |            | 12:29(5:12) |          | Stadthalle Olten, Olten Widzów: 1 675 Sędzia: Marić, Mašić |

| 1 października 201719:00 | Ukraina | 26:22(16:11) | Chorwacja | Sport Manezh of Sumy State University, Sumy Widzów: 1 000 Sędzia: Florescu, Stoia |
| 1 października 201719:00 |         | 26:22(16:11) |           | Sport Manezh of Sumy State University, Sumy Widzów: 1 000 Sędzia: Florescu, Stoia |

| 21 marca 201818:00 | Chorwacja | 25:32(10:18) | Norwegia | Dom Sportova, Zagrzeb Widzów: 600 Sędzia: Alpaidze, Berezkina |
| 21 marca 201818:00 |           | 25:32(10:18) |          | Dom Sportova, Zagrzeb Widzów: 600 Sędzia: Alpaidze, Berezkina |

| 21 marca 201820:00 | Szwajcaria | 21:15(9:7) | Ukraina | GoEasy Arena, Würenlingen Widzów: 1 175 Sędzia: Doychinov, Goretsov |
| 21 marca 201820:00 |            | 21:15(9:7) |         | GoEasy Arena, Würenlingen Widzów: 1 175 Sędzia: Doychinov, Goretsov |

| 25 marca 201818:15 | Norwegia | 33:27(13:12) | Chorwacja | Nadderud Arena, Bekkestua Widzów: 1 921 Sędzia: Pech, Vágvölgyi |
| 25 marca 201818:15 |          | 33:27(13:12) |           | Nadderud Arena, Bekkestua Widzów: 1 921 Sędzia: Pech, Vágvölgyi |

| 25 marca 201819:00 | Ukraina | 21:22(9:9) | Szwajcaria | Pałac Sportu, Kijów Widzów: 1 950 Sędzia: Bennani, Bennani |
| 25 marca 201819:00 |         | 21:22(9:9) |            | Pałac Sportu, Kijów Widzów: 1 950 Sędzia: Bennani, Bennani |

| 30 maja 201819:00 | Ukraina | 21:26(8:10) | Norwegia | Pałac Sportu, Kijów Widzów: 1 500 Sędzia: Brkic, Jusufhodzic |
| 30 maja 201819:00 |         | 21:26(8:10) |          | Pałac Sportu, Kijów Widzów: 1 500 Sędzia: Brkic, Jusufhodzic |

| 30 maja 201820:00 | Szwajcaria | 16:33(8:13) | Chorwacja | Sursee Stadthalle, Sursee Widzów: 1 725 Sędzia: Vranes, Wenninger |
| 30 maja 201820:00 |            | 16:33(8:13) |           | Sursee Stadthalle, Sursee Widzów: 1 725 Sędzia: Vranes, Wenninger |

| 2 czerwca 201818:00 | Chorwacja | 28:25(15:12) | Ukraina | Sportska dvorana „Borovo Naselje”, Vukovar Widzów: 900 Sędzia: Ben-Dan, Faran |
| 2 czerwca 201818:00 |           | 28:25(15:12) |         | Sportska dvorana „Borovo Naselje”, Vukovar Widzów: 900 Sędzia: Ben-Dan, Faran |

| 2 czerwca 201819:15 | Norwegia | 41:18(16:6) | Szwajcaria | Arena Larvik, Larvik Widzów: 2 325 Sędzia: Hatipoğlu, Şimşek |
| 2 czerwca 201819:15 |          | 41:18(16:6) |            | Arena Larvik, Larvik Widzów: 2 325 Sędzia: Hatipoğlu, Şimşek |

### Grupa 2
| 27 września 201718:00 | Polska | 40:13(16:8) | Włochy | Hala widowiskowo-sportowa, Lubin Widzów: 1 900 Sędzia: Frieser, Kavulič |
| 27 września 201718:00 |        | 40:13(16:8) |        | Hala widowiskowo-sportowa, Lubin Widzów: 1 900 Sędzia: Frieser, Kavulič |

| 28 września 201717:00 | Czarnogóra | 24:23(14:12) | Słowacja | Sportska Dvorana Topolica, Bar Widzów: 2 100 Sędzia: Pandžić, Šatordžija |
| 28 września 201717:00 |            | 24:23(14:12) |          | Sportska Dvorana Topolica, Bar Widzów: 2 100 Sędzia: Pandžić, Šatordžija |

| 1 października 201716:00 | Słowacja | 20:29(9:13) | Polska | Mestská športová hala, Nitra Widzów: 1 000 Sędzia: Ilieva, Karbeska |
| 1 października 201716:00 |          | 20:29(9:13) |        | Mestská športová hala, Nitra Widzów: 1 000 Sędzia: Ilieva, Karbeska |

| 1 października 201716:30 | Włochy | 16:23(5:12) | Czarnogóra | Centro Sportivo SanFilippo, Brescia Widzów: 2 000 Sędzia: Smailagic, Smailagic |
| 1 października 201716:30 |        | 16:23(5:12) |            | Centro Sportivo SanFilippo, Brescia Widzów: 2 000 Sędzia: Smailagic, Smailagic |

| 21 marca 201817:45 | Polska | 20:26(9:14) | Czarnogóra | Gdynia Arena, Gdynia Widzów: 2 050 Sędzia: Năstase, Stancu |
| 21 marca 201817:45 |        | 20:26(9:14) |            | Gdynia Arena, Gdynia Widzów: 2 050 Sędzia: Năstase, Stancu |

| 21 marca 201818:15 | Włochy | 20:21(8:6) | Słowacja | PalaGolfo, Follonica Widzów: 1 500 Sędzia: Cabrejas, Sánchez |
| 21 marca 201818:15 |        | 20:21(8:6) |          | PalaGolfo, Follonica Widzów: 1 500 Sędzia: Cabrejas, Sánchez |

| 24 marca 201815:00 | Słowacja | 20:17(8:11) | Włochy | Mestská športová hala, Šaľa Widzów: 1 200 Sędzia: Barysas, Petrušis |
| 24 marca 201815:00 |          | 20:17(8:11) |        | Mestská športová hala, Šaľa Widzów: 1 200 Sędzia: Barysas, Petrušis |

| 24 marca 201818:00 | Czarnogóra | 33:23(14:13) | Polska | Sportski centar Ada, Pljevlja Widzów: 4 000 Sędzia: Horváth, Marton |
| 24 marca 201818:00 |            | 33:23(14:13) |        | Sportski centar Ada, Pljevlja Widzów: 4 000 Sędzia: Horváth, Marton |

| 31 maja 201819:00 | Słowacja | 24:27(10:11) | Czarnogóra | Chemkostav Aréna, Michalovce Widzów: 1 200 Sędzia: Martins, Martins |
| 31 maja 201819:00 |          | 24:27(10:11) |            | Chemkostav Aréna, Michalovce Widzów: 1 200 Sędzia: Martins, Martins |

| 31 maja 201820:30 | Włochy | 25:33(8:16) | Polska | Palazzetto dello Sport Corrado Roma, Pescara Widzów: 1 200 Sędzia: Cindrić, Gonzurek |
| 31 maja 201820:30 |        | 25:33(8:16) |        | Palazzetto dello Sport Corrado Roma, Pescara Widzów: 1 200 Sędzia: Cindrić, Gonzurek |

| 2 czerwca 201818:00 | Czarnogóra | 28:22(16:8) | Włochy | Verde Complex, Podgorica Widzów: 1 350 Sędzia: Christidi, Papamattheou |
| 2 czerwca 201818:00 |            | 28:22(16:8) |        | Verde Complex, Podgorica Widzów: 1 350 Sędzia: Christidi, Papamattheou |

| 3 czerwca 201818:30 | Polska | 26:21(12:7) | Słowacja | Hala Widowiskowo-Sportowa, Koszalin Widzów: 2 500 Sędzia: Gasmi, Gasmi |
| 3 czerwca 201818:30 |        | 26:21(12:7) |          | Hala Widowiskowo-Sportowa, Koszalin Widzów: 2 500 Sędzia: Gasmi, Gasmi |

### Grupa 3
| 28 września 201718:00 | Serbia | 36:20(16:9) | Wyspy Owcze | Sportski centar „Dragutin Tomašević” Petrovac na Mlavi Widzów: 1 600 Sędzia: Jović, Arnautović |
| 28 września 201718:00 |        | 36:20(16:9) |             | Sportski centar „Dragutin Tomašević” Petrovac na Mlavi Widzów: 1 600 Sędzia: Jović, Arnautović |

| 28 września 201718:30 | Szwecja | 38:26(18:13) | Macedonia Północna | Sparbanken Skåne Arena, Lund Widzów: 2 300 Sędzia: Kijauskaitė, Žalienė |
| 28 września 201718:30 |         | 38:26(18:13) |                    | Sparbanken Skåne Arena, Lund Widzów: 2 300 Sędzia: Kijauskaitė, Žalienė |

| 1 października 201717:00 | Wyspy Owcze | 15:33(10:19) | Szwecja | Høllin á Hálsi, Thorshavn Widzów: 411 Sędzia: Christidi, Papamattheou |
| 1 października 201717:00 |             | 15:33(10:19) |         | Høllin á Hálsi, Thorshavn Widzów: 411 Sędzia: Christidi, Papamattheou |

| 1 października 201719:00 | Macedonia Północna | 27:33(15:14) | Serbia | SRC Kale, Skopje Widzów: 700 Sędzia: Lončar, Lončar |
| 1 października 201719:00 |                    | 27:33(15:14) |        | SRC Kale, Skopje Widzów: 700 Sędzia: Lončar, Lončar |

| 21 marca 201818:00 | Serbia | 30:23(9:15) | Szwecja | Čair Sports Center, Nisz Widzów: 2 500 Sędzia: Andorka, Hucker |
| 21 marca 201818:00 |        | 30:23(9:15) |         | Čair Sports Center, Nisz Widzów: 2 500 Sędzia: Andorka, Hucker |

| 21 marca 201819:00 | Wyspy Owcze | 15:22(7:7) | Macedonia Północna | Høllin á Hálsi, Thorshavn Widzów: 415 Sędzia: Hájek, Macho |
| 21 marca 201819:00 |             | 15:22(7:7) |                    | Høllin á Hálsi, Thorshavn Widzów: 415 Sędzia: Hájek, Macho |

| 24 marca 201816:00 | Szwecja | 31:30(16:13) | Serbia | Arena Skövde, Skövde Widzów: 2 310 Sędzia: Baumgart, Wild |
| 24 marca 201816:00 |         | 31:30(16:13) |        | Arena Skövde, Skövde Widzów: 2 310 Sędzia: Baumgart, Wild |

| 25 marca 201819:00 | Macedonia Północna | 28:24(14:8) | Wyspy Owcze | SRC Kale, Skopje Widzów: 700 Sędzia: Di Domenico, Fornasier |
| 25 marca 201819:00 |                    | 28:24(14:8) |             | SRC Kale, Skopje Widzów: 700 Sędzia: Di Domenico, Fornasier |

| 30 maja 201819:00 | Macedonia Północna | 20:32(7:16) | Szwecja | SRC Kale, Skopje Widzów: 600 Sędzia: Hofer, Schmidhuber |
| 30 maja 201819:00 |                    | 20:32(7:16) |         | SRC Kale, Skopje Widzów: 600 Sędzia: Hofer, Schmidhuber |

| 30 maja 201819:00 | Wyspy Owcze | 17:33(11:17) | Serbia | Høllin á Hálsi, Thorshavn Widzów: 250 Sędzia: Hermann, Madsen |
| 30 maja 201819:00 |             | 17:33(11:17) |        | Høllin á Hálsi, Thorshavn Widzów: 250 Sędzia: Hermann, Madsen |

| 2 czerwca 201816:00 | Szwecja | 32:13(17:4) | Wyspy Owcze | Idrottshuset, Örebro Widzów: 1 574 Sędzia: Sá, Sá |
| 2 czerwca 201816:00 |         | 32:13(17:4) |             | Idrottshuset, Örebro Widzów: 1 574 Sędzia: Sá, Sá |

| 3 czerwca 201818:00 | Serbia | 35:30(16:13) | Macedonia Północna | Čair Sports Center, Nisz Widzów: 1 000 Sędzia: Doychinov, Goretsov |
| 3 czerwca 201818:00 |        | 35:30(16:13) |                    | Čair Sports Center, Nisz Widzów: 1 000 Sędzia: Doychinov, Goretsov |

### Grupa 4
| 27 września 201719:00 | Rumunia | 36:25(18:11) | Austria | Sala Sporturilor Traian, Râmnicu Vâlcea Widzów: 2 700 Sędzia: Álvarez, Bustamante |
| 27 września 201719:00 |         | 36:25(18:11) |         | Sala Sporturilor Traian, Râmnicu Vâlcea Widzów: 2 700 Sędzia: Álvarez, Bustamante |

| 28 września 201719:30 | Rosja | 32:25(13:14) | Portugalia | Pałac Sportu Dynamo, Moskwa Widzów: 2 000 Sędzia: Praštalo, Todorović |
| 28 września 201719:30 |       | 32:25(13:14) |            | Pałac Sportu Dynamo, Moskwa Widzów: 2 000 Sędzia: Praštalo, Todorović |

| 30 września 201718:00 | Austria | 27:25(13:16) | Rosja | BSFZ Südstadt, Maria Enzersdorf Widzów: 950 Sędzia: Lidacka, Lesiak |
| 30 września 201718:00 |         | 27:25(13:16) |       | BSFZ Südstadt, Maria Enzersdorf Widzów: 950 Sędzia: Lidacka, Lesiak |

| 1 października 201715:00 | Portugalia | 16:32(5:16) | Rumunia | Pavilhão Gimnodesportivo Municipal de Luso, Mealhada Widzów: 1 200 Sędzia: Antić, Jakovljević |
| 1 października 201715:00 |            | 16:32(5:16) |         | Pavilhão Gimnodesportivo Municipal de Luso, Mealhada Widzów: 1 200 Sędzia: Antić, Jakovljević |

| 21 marca 201819:30 | Rosja | 30:25(17:15) | Rumunia | Łada Arena, Togliatti Widzów: 5 100 Sędzia: Chaskis, Tsakonas |
| 21 marca 201819:30 |       | 30:25(17:15) |         | Łada Arena, Togliatti Widzów: 5 100 Sędzia: Chaskis, Tsakonas |

| 22 marca 201820:30 | Portugalia | 30:32(11:17) | Austria | Pavilhão Desportivo, Tondela Widzów: 950 Sędzia: Mitrović, Vešović |
| 22 marca 201820:30 |            | 30:32(11:17) |         | Pavilhão Desportivo, Tondela Widzów: 950 Sędzia: Mitrović, Vešović |

| 24 marca 201820:25 | Austria | 29:24(16:11) | Portugalia | Handball-Arena Rieden/Vorkloster, Bregencja Widzów: 1 400 Sędzia: Mandák, Rudinský |
| 24 marca 201820:25 |         | 29:24(16:11) |            | Handball-Arena Rieden/Vorkloster, Bregencja Widzów: 1 400 Sędzia: Mandák, Rudinský |

| 25 marca 201818:30 | Rumunia | 26:25(15:12) | Rosja | Sala Polivalentă, Kluż-Napoka Widzów: 8 000 Sędzia: Christiansen, Hansen |
| 25 marca 201818:30 |         | 26:25(15:12) |       | Sala Polivalentă, Kluż-Napoka Widzów: 8 000 Sędzia: Christiansen, Hansen |

| 31 maja 201817:00 | Portugalia | 24:30(14:15) | Rosja | Pavilhão Multiusos, Sines Widzów: 1 000 Sędzia: Herczeg, Südi |
| 31 maja 201817:00 |            | 24:30(14:15) |       | Pavilhão Multiusos, Sines Widzów: 1 000 Sędzia: Herczeg, Südi |

| 31 maja 201820:25 | Austria | 25:28(11:13) | Rumunia | Olympiahalle, Innsbruck Widzów: 1 500 Sędzia: Pech, Vágvölgyi |
| 31 maja 201820:25 |         | 25:28(11:13) |         | Olympiahalle, Innsbruck Widzów: 1 500 Sędzia: Pech, Vágvölgyi |

| 3 czerwca 201815:00 | Rosja | 26:25(16:13) | Austria | Sportkompleks Zwiezdnyj, Astrachań Widzów: 6 000 Sędzia: Marić, Mašić |
| 3 czerwca 201815:00 |       | 26:25(16:13) |         | Sportkompleks Zwiezdnyj, Astrachań Widzów: 6 000 Sędzia: Marić, Mašić |

| 3 czerwca 201818:30 | Rumunia | 32:28(19:13) | Portugalia | Sala Sporturilor Romeo Iamandi, Buzău Widzów: 2 000 Sędzia: Duplii, Kaverina |
| 3 czerwca 201818:30 |         | 32:28(19:13) |            | Sala Sporturilor Romeo Iamandi, Buzău Widzów: 2 000 Sędzia: Duplii, Kaverina |

### Grupa 5
| 27 września 201720:10 | Czechy | 30:23(15:11) | Islandia | Euronicshala, Zlin Widzów: 900 Sędzia: Năstase, Stancu |
| 27 września 201720:10 |        | 30:23(15:11) |          | Euronicshala, Zlin Widzów: 900 Sędzia: Năstase, Stancu |

| 27 września 201721:00 | Dania | 28:22(12:11) | Słowenia | Farum Arena, Farum Widzów: 2 225 Sędzia: Herczeg, Südi |
| 27 września 201721:00 |       | 28:22(12:11) |          | Farum Arena, Farum Widzów: 2 225 Sędzia: Herczeg, Südi |

| 1 października 201715:00 | Islandia | 14:29(4:13) | Dania | Laugardalshöllin, Reykjavík Widzów: 653 Sędzia: Merz, Schilha |
| 1 października 201715:00 |          | 14:29(4:13) |       | Laugardalshöllin, Reykjavík Widzów: 653 Sędzia: Merz, Schilha |

| 1 października 201718:00 | Słowenia | 28:28(15:14) | Czechy | Dvorana Zlatorog, Celje Widzów: 500 Sędzia: Chaskis, Tsakonas |
| 1 października 201718:00 |          | 28:28(15:14) |        | Dvorana Zlatorog, Celje Widzów: 500 Sędzia: Chaskis, Tsakonas |

| 21 marca 201817:00 | Czechy | 21:26(14:15) | Dania | Sportovní hala města Plzně, Pilzno Widzów: 850 Sędzia: Covalciuc, Covalciuc |
| 21 marca 201817:00 |        | 21:26(14:15) |       | Sportovní hala města Plzně, Pilzno Widzów: 850 Sędzia: Covalciuc, Covalciuc |

| 21 marca 201819:30 | Islandia | 30:30(16:17) | Słowenia | Laugardalshöllin, Reykjavík Widzów: 750 Sędzia: Vranes, Wenninger |
| 21 marca 201819:30 |          | 30:30(16:17) |          | Laugardalshöllin, Reykjavík Widzów: 750 Sędzia: Vranes, Wenninger |

| 24 marca 201816:10 | Dania | 21:20(13:9) | Czechy | Ceres Arena, Aarhus Widzów: 3 872 Sędzia: Marić, Mašić |
| 24 marca 201816:10 |       | 21:20(13:9) |        | Ceres Arena, Aarhus Widzów: 3 872 Sędzia: Marić, Mašić |

| 25 marca 201817:00 | Słowenia | 28:18(15:10) | Islandia | Dvorana Golovec, Celje Widzów: 1 200 Sędzia: Scevola, Alperan |
| 25 marca 201817:00 |          | 28:18(15:10) |          | Dvorana Golovec, Celje Widzów: 1 200 Sędzia: Scevola, Alperan |

| 30 maja 201818:00 | Słowenia | 23:29(12:14) | Dania | Dvorana Golovec, Celje Widzów: 1 550 Sędzia: Mandák, Rudinský |
| 30 maja 201818:00 |          | 23:29(12:14) |       | Dvorana Golovec, Celje Widzów: 1 550 Sędzia: Mandák, Rudinský |

| 30 maja 201819:30 | Islandia | 24:26(9:14) | Czechy | Laugardalshöllin, Reykjavík Widzów: 550 Sędzia: Brehmer, Skowronek |
| 30 maja 201819:30 |          | 24:26(9:14) |        | Laugardalshöllin, Reykjavík Widzów: 550 Sędzia: Brehmer, Skowronek |

| 2 czerwca 201816:10 | Dania | 24:17(12:6) | Islandia | Forum Horsens, Horsens Widzów: 2 089 Sędzia: Bennani, Bennani |
| 2 czerwca 201816:10 |       | 24:17(12:6) |          | Forum Horsens, Horsens Widzów: 2 089 Sędzia: Bennani, Bennani |

| 3 czerwca 201819:00 | Czechy | 30:30(17:12) | Słowenia | Sportovní hala Most, Most Widzów: 1 100 Sędzia: Alpaidze, Berezkina |
| 3 czerwca 201819:00 |        | 30:30(17:12) |          | Sportovní hala Most, Most Widzów: 1 100 Sędzia: Alpaidze, Berezkina |

### Grupa 6
| 27 września 201720:00 | Hiszpania | 35:16(18:7) | Turcja | Pabellon de Deportes „Javier Imbroda Ortiz”, Melilla Widzów: 1 800 Sędzia: Bounouara, Sami |
| 27 września 201720:00 |           | 35:16(18:7) |        | Pabellon de Deportes „Javier Imbroda Ortiz”, Melilla Widzów: 1 800 Sędzia: Bounouara, Sami |

| 27 września 201720:00 | Niemcy | 26:26(11:14) | Litwa | EWE Arena, Oldenburg Widzów: 2 154 Sędzia: Sigurjónsson, Pétursson |
| 27 września 201720:00 |        | 26:26(11:14) |       | EWE Arena, Oldenburg Widzów: 2 154 Sędzia: Sigurjónsson, Pétursson |

| 1 października 201717:00 | Turcja | 16:30(11:14) | Niemcy | Amasya Spor Salonu, Amasya Widzów: 2 500 Sędzia: Vujačić, Kažanegra |
| 1 października 201717:00 |        | 16:30(11:14) |        | Amasya Spor Salonu, Amasya Widzów: 2 500 Sędzia: Vujačić, Kažanegra |

| 1 października 201719:00 | Litwa | 17:24(9:9) | Hiszpania | Alytus Arena, Olita Widzów: 650 Sędzia: Alpaidze, Berezkina |
| 1 października 201719:00 |       | 17:24(9:9) |           | Alytus Arena, Olita Widzów: 650 Sędzia: Alpaidze, Berezkina |

| 21 marca 201819:00 | Niemcy | 33:24(16:13) | Hiszpania | Scharrena Stuttgart, Stuttgart Widzów: 1 735 Sędzia: Florescu, Stoia |
| 21 marca 201819:00 |        | 33:24(16:13) |           | Scharrena Stuttgart, Stuttgart Widzów: 1 735 Sędzia: Florescu, Stoia |

| 22 marca 201819:00 | Litwa | 22:22(9:12) | Turcja | Kauno sporto halė, Kowno Widzów: 1 450 Sędzia: Buache, Meyer |
| 22 marca 201819:00 |       | 22:22(9:12) |        | Kauno sporto halė, Kowno Widzów: 1 450 Sędzia: Buache, Meyer |

| 24 marca 201820:00 | Hiszpania | 27:23(12:9) | Niemcy | Polideportivo Municipal José Antonio Gasca, San Sebastián Widzów: 2 448 Sędzia: Brehmer, Skowronek |
| 24 marca 201820:00 |           | 27:23(12:9) |        | Polideportivo Municipal José Antonio Gasca, San Sebastián Widzów: 2 448 Sędzia: Brehmer, Skowronek |

| 25 marca 201817:30 | Turcja | 30:24(15:10) | Litwa | Hasan Dağı Spor Salonu, Aksaray Widzów: 2 400 Sędzia: Manea, Iliescu |
| 25 marca 201817:30 |        | 30:24(15:10) |       | Hasan Dağı Spor Salonu, Aksaray Widzów: 2 400 Sędzia: Manea, Iliescu |

| 30 maja 201817:00 | Turcja | 17:22(9:9) | Hiszpania | Amasya Spor Salonu, Amasya Widzów: 2 500 Sędzia: Ilieva, Karbeska |
| 30 maja 201817:00 |        | 17:22(9:9) |           | Amasya Spor Salonu, Amasya Widzów: 2 500 Sędzia: Ilieva, Karbeska |

| 31 maja 201819:00 | Litwa | 11:25(6:10) | Niemcy | Alytus Arena, Olita Widzów: 350 Sędzia: Konjičanin, Konjičanin |
| 31 maja 201819:00 |       | 11:25(6:10) |        | Alytus Arena, Olita Widzów: 350 Sędzia: Konjičanin, Konjičanin |

| 2 czerwca 201816:00 | Niemcy | 40:17(20:10) | Turcja | Schwalbe Arena, Gummersbach Widzów: 1 424 Sędzia: Lidacka, Lesiak |
| 2 czerwca 201816:00 |        | 40:17(20:10) |        | Schwalbe Arena, Gummersbach Widzów: 1 424 Sędzia: Lidacka, Lesiak |

| 2 czerwca 201818:00 | Hiszpania | 29:17(15:7) | Litwa | Quijote Arena, Ciudad Real Widzów: 4 000 Sędzia: Antić, Jakovljević |
| 2 czerwca 201818:00 |           | 29:17(15:7) |       | Quijote Arena, Ciudad Real Widzów: 4 000 Sędzia: Antić, Jakovljević |

### Grupa 7
| 27 września 201718:00 | Węgry | 37:12(18:5) | Kosowo | Elek Gyula Aréna, Budapeszt Widzów: 1 100 Sędzia: Backović, Palačković |
| 27 września 201718:00 |       | 37:12(18:5) |        | Elek Gyula Aréna, Budapeszt Widzów: 1 100 Sędzia: Backović, Palačković |

| 27 września 201719:30 | Holandia | 33:21(16:10) | Białoruś | Indoor-Sportcentrum, Eindhoven Widzów: 4 500 Sędzia: Christiansen, Hansen |
| 27 września 201719:30 |          | 33:21(16:10) |          | Indoor-Sportcentrum, Eindhoven Widzów: 4 500 Sędzia: Christiansen, Hansen |

| 1 października 201714:30 | Białoruś | 18:25(8:12) | Węgry | Pałac Sportu, Mińsk Widzów: 2 000 Sędzia: Opava, Válek |
| 1 października 201714:30 |          | 18:25(8:12) |       | Pałac Sportu, Mińsk Widzów: 2 000 Sędzia: Opava, Válek |

| 1 października 201720:00 | Kosowo | 12:40(4:19) | Holandia | Pallati i Rinise, Kulturës dhe Sportëve, Prisztina Widzów: 400 Sędzia: Sager, Styger |
| 1 października 201720:00 |        | 12:40(4:19) |          | Pallati i Rinise, Kulturës dhe Sportëve, Prisztina Widzów: 400 Sędzia: Sager, Styger |

| 21 marca 201818:00 | Kosowo | 22:31(8:16) | Białoruś | Pallati i Rinise, Kulturës dhe Sportëve, Prisztina Widzów: 1 000 Sędzia: Hatipoğlu, Şimşek |
| 21 marca 201818:00 |        | 22:31(8:16) |          | Pallati i Rinise, Kulturës dhe Sportëve, Prisztina Widzów: 1 000 Sędzia: Hatipoğlu, Şimşek |

| 22 marca 201818:00 | Węgry | 18:19(11:10) | Holandia | Audi Aréna Győr, Győr Widzów: 5 000 Sędzia: Brkic, Jusufhodzic |
| 22 marca 201818:00 |       | 18:19(11:10) |          | Audi Aréna Győr, Győr Widzów: 5 000 Sędzia: Brkic, Jusufhodzic |

| 25 marca 201815:00 | Białoruś | 41:18(21:9) | Kosowo | Pałac Sportu, Mińsk Widzów: 1 550 Sędzia: Jaškins, Žabko |
| 25 marca 201815:00 |          | 41:18(21:9) |        | Pałac Sportu, Mińsk Widzów: 1 550 Sędzia: Jaškins, Žabko |

| 25 marca 201816:00 | Holandia | 22:23(12:12) | Węgry | Indoor-Sportcentrum, Eindhoven Widzów: 6 000 Sędzia: Bonaventura, Bonaventura |
| 25 marca 201816:00 |          | 22:23(12:12) |       | Indoor-Sportcentrum, Eindhoven Widzów: 6 000 Sędzia: Bonaventura, Bonaventura |

| 30 maja 201818:00 | Kosowo | 15:37(3:16) | Węgry | Salla E Sportit „Bill Clinton”, Uroševac Widzów: 500 Sędzia: Hájek, Macho |
| 30 maja 201818:00 |        | 15:37(3:16) |       | Salla E Sportit „Bill Clinton”, Uroševac Widzów: 500 Sędzia: Hájek, Macho |

| 31 maja 201819:00 | Białoruś | 28:29(13:16) | Holandia | Pałac Sportu, Mińsk Widzów: 2 300 Sędzia: Năstase, Stancu |
| 31 maja 201819:00 |          | 28:29(13:16) |          | Pałac Sportu, Mińsk Widzów: 2 300 Sędzia: Năstase, Stancu |

| 2 czerwca 201815:00 | Holandia | 42:16(21:10) | Kosowo | Topsportcentrum, Almere Widzów: 2 400 Sędzia: Kijauskaitė, Žalienė |
| 2 czerwca 201815:00 |          | 42:16(21:10) |        | Topsportcentrum, Almere Widzów: 2 400 Sędzia: Kijauskaitė, Žalienė |

| 2 czerwca 201816:30 | Węgry | 30:22(12:13) | Białoruś | Messzi István Sportcsarnok, Kecskemét Widzów: 1 866 Sędzia: Arntsen, Røen |
| 2 czerwca 201816:30 |       | 30:22(12:13) |          | Messzi István Sportcsarnok, Kecskemét Widzów: 1 866 Sędzia: Arntsen, Røen |

### Ranking drużyn z trzecich miejsc
Najlepszy zespół z trzeciego miejsca awansował do Mistrzostw Europy 2018. O kolejności decydowała liczba zdobytych punktów wyłączając mecze z ostatnią drużyną w tabeli.